# برادویو (ایلینوی)
برادویو (به انگلیسی: Broadview) یک منطقهٔ مسکونی در ایالات متحده آمریکا است که در شهرستان کوک (ایلینوی) واقع شده‌است. برادویو ۴٫۶۰ کیلومتر مربع مساحت و ۷٬۹۳۲ نفر جمعیت دارد.